# سي جي ويلكوكس
سي جي ويلكوكس (بالإنجليزية: C. J. Wilcox)‏ مواليد 30 ديسمبر 1990، هو لاعب كرة سلة أمريكي يلعب مع فريق لوس أنجلوس كليبرز في الرابطة الوطنية لكرة السلة ويحمل الرقم 30. يبلغ طوله 6 قدم 5 بوصة (2.0 م).

## فرق لعب لها
- لوس أنجلوس كليبرز

## روابط خارجية
- سي جي ويلكوكس على موقع إن بي أي (الإنجليزية)
- سي جي ويلكوكس على موقع سبورتس رفرنس (الإنجليزية)
- سي جي ويلكوكس على موقع كرة السلة الأوروبية.كوم (الإنجليزية)
- سي جي ويلكوكس على موقع إي إس بي إن.كوم (الإنجليزية)
- سي جي ويلكوكس على موقع كلية كرة السلة في سبورتس رفرنس.كوم (الإنجليزية)
- سي جي ويلكوكس على موقع ريلجم (الإنجليزية)
- سي جي ويلكوكس على موقع بروبوليرز (الإنجليزية)
- سي جي ويلكوكس على موقع سبورتس رفرنس (الإنجليزية)